# Árpád Doppler
Árpád Doppler (Budapest, 5 de juny de 1857 – Stuttgart, 13 d'agost de 1927) fou un compositor hongarès, alumne del Conservatori de Stuttgart, del que després en formà part com a professor. Des de 1880 fins al 1886 desenvolupà una càtedra en el Grand Conservatory de Nova York. El 1907 ocupà el càrrec de director de masses corals en la Hofoper, de Stuttgart. Va escriure algunes suites per a orquestra, lieder i obres corals.